# Palazzo Sorgenti degli Uberti
Il Palazzo Sorgenti degli Uberti si trova nel centro storico di Salerno, a poca distanza dal porto e di fronte al Teatro Verdi e ai Giardini pubblici comunali.

## Descrizione

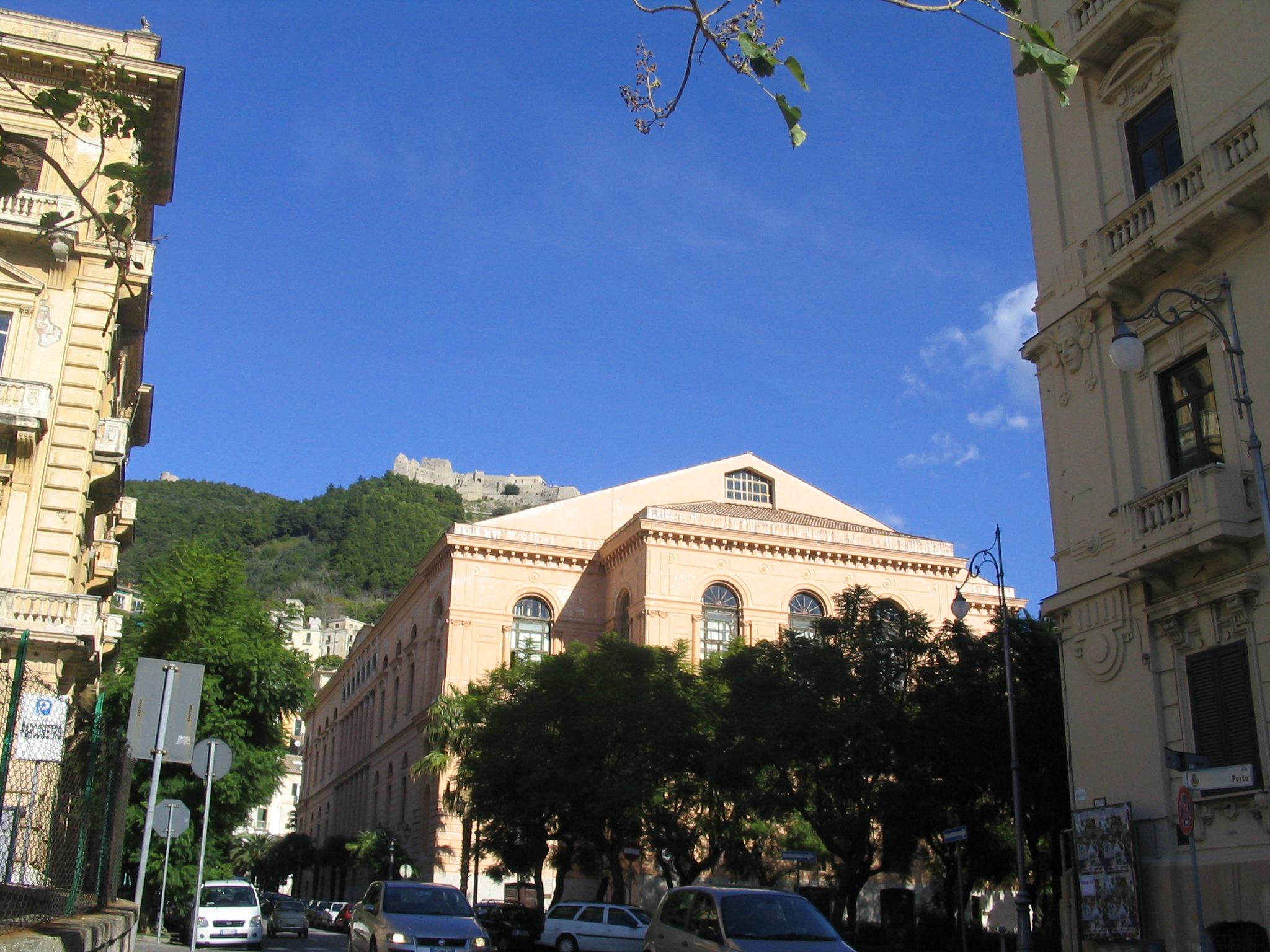
A destra della foto si vedono decorazioni esterne del palazzo Sorgenti degli Uberti, di fronte al Teatro Verdi

Il palazzo prende il nome dalla nobile famiglia toscana degli Uberti e ha una struttura trapezoidale con quattro livelli e un piano seminterrato.
Nel 1915 l'edificio fu costruito sui terreni ottenuti sistemando la spiaggia di Salerno di fronte all'attuale Teatro Verdi.
Il cavaliere Luigi Sorgenti degli Uberti incaricó l'ingegnere Domenico Lorito di fare un palazzo in stile "Liberty", tipico dei primi anni del Novecento.
Il palazzo ha molte similitudini con un altro palazzo Liberty ideato dall'ing. Lorito, il palazzo Natella che si trova ad alcune centinaia di metri di distanza.
L'esterno ha numerose decorazioni in stucco, che lo abbelliscono in stile classicheggiante liberty.
Nel 1943 il palazzo durante lo sbarco alleato a Salerno subí alcuni danni, che furono riparati nell'immediato dopoguerra.